# فینال جام یوفا ۱۹۷۹
فینال جام یوفا ۱۹۷۹، رقابت پایانی جام یوفا در سال ۱۹۷۹ میلادی است که مابین دو تیم باشگاه فوتبال بروسیا مونشن‌گلادباخ و باشگاه فوتبال ستاره سرخ بلگراد برگزار شده‌است.
این مسابقه که در تاریخ‌های ۹ مه ۱۹۷۹ و ۲۳ مه ۱۹۷۹ انجام شده‌است در مجموع با نتیجه ۲ بر ۱ به سود باشگاه فوتبال بروسیا مونشن‌گلادباخ به پایان رسید.